# Биттер, Георг
Фридрих Август Георг Биттер (нем. Friedrich August Georg Bitter, 1873—1927) — немецкий ботаник, лихенолог и птеридолог.

## Биография
Фридрих Август Георг Биттер родился 13 августа 1873 года в городе Бремен в Германии. Учился в Йене, Мюнхене и Киле. Работал в Бремене, в 1905 году стал директором бременского ботанического сада. Затем Биттер стал профессором Гёттингенского университета и директором его ботанического сада. Умер 30 июля 1927 года в Бремене.
Георг Биттер был соавтором разделов, посвящённых семействам Marattiaceae и Ophioglossaceae книги Адольфа Энглера и Карла Прантля Die natürlichen Pflanzenfamilien.

## Растения, названные в честь Георга Биттера
- Athenaea bitteriana Werderm., 1939 (=Deprea granulosa)
- Kalanchoe bitteri Raym.-Hamet & H.Perrier, 1914 (=Kalanchoe integrifolia)
- Solanum bitteri Hassl., 1912 (=Solanum chacoense)
- Solanum bitterianum Symon, 1985
- Xanthium ×bitteri P.Fourn., 1939